# Skookumchuck Narrows Provincial Park
Der Skookumchuck Narrows Provincial Park ist ein 123 Hektar großer Provincial Park in der kanadischen Provinz British Columbia. Er liegt an der Sunshine Coast, etwa 7 Kilometer östlich vom Earls Cove Ferry Terminal an der Straße zur Ortschaft Egmont. Der Park liegt im Sunshine Coast Regional District.

## Anlage
Bei dem Park handelt es sich um ein Schutzgebiet der Kategorie II (Nationalpark). Der Park liegt am Übergang zwischen dem Jervis Inlet und dem Sechelt Inlet, wobei der Jervis Inlet ein Seitenarm der Malaspina-Straße und damit der Straße von Georgia ist. Dieser Übergang bildet dann auch die namensgebenden Skookumchuck Narrows. Der Park wurde zum Schutz dieser Stromschnellen geschaffen. Die Stromschnellen haben hier in der Regel einen Tidenhub zwischen 2 Meter und 5 Meter, wobei der Wasserstand im Sechelt Inlet normalerweise 1 bis 2 Meter unter dem Wasserstand vor den Stromschnellen liegt.
Ebenfalls zum Park gehört ein kleiner See, der Brown Lake.

## Geschichte
Wie bei fast allen Provinzparks in British Columbia gilt auch für diesen, dass er, lange bevor die Gegend von europäischen Einwanderern besiedelt oder Teil eines Parks wurde, Jagd- und Fischereigebiet verschiedener Stämme der First Nations war. Bereits diese benannten die Stromschnellen. Skookumchuck ist ein Wort in der Sprache Chinook Wawa, welches sich aus skookum für stark, kräftig, wild und chuck für Wasser zusammensetzt. Die Nutzung des Gebiets durch die First Nations wird auch durch zwei archäologische Fundstellen belegt.
Bei seiner Gründung im Jahr 1957 war der Park nur 40,5 Hektar groß. Durch Erweiterungen im Laufe der Zeit wuchs er dann auf seine heutige Größe an.

## Flora und Fauna
Der Park liegt im Bereich des gemäßigten Regenwaldes. Das Ökosystem von British Columbia wird mit dem Biogeoclimatic Ecological Classification (BEC) Zoning System in verschiedene biogeoklimatischen Zonen eingeteilt. Solche Zonen zeichnen sich durch ein grundsätzlich identisches oder sehr ähnliches Klima sowie gleiche oder sehr ähnliche biologische und geologische Voraussetzungen aus. Daraus resultiert in den jeweiligen Zonen dann auch ein sehr ähnlicher Bestand an Pflanzen und Tieren. Innerhalb dieser Systematik wird dieses Gebiet der Dry Maritime Subzone der Coastal Western Hemlock Zone zugeordnet. Im Park wächst neben der Douglasie, der Nootka-Scheinzypresse, der Westamerikanische Hemlocktanne und der Purpur-Tanne auch die Erle sowie der Ahorn. Die Bäume hier im Park gehören nach vergangener holzwirtschaftlicher Nutzung nicht mehr zum ursprünglichen Bewuchs der Gegend, es handelt sich vielmehr um sogenannten Sekundärwald. Sie sind somit auch nicht, wie sonst im gemäßigten Regenwald sehr verbreitet, mit epiphytische Flechten und Moose überzogen. Der Wald hat allerdings auch hier einen Unterwuchs aus Schwertfarnen und Heidekrautgewächsen. Den in weiten Teilen der Provinz verbreiteten pazifischen Blüten-Hartriegel, die Wappenpflanze von British Columbia, findet man ebenso.
An Fischen vertreten ist hier auch der pazifische Lachs, hauptsächlich mit den Unterarten Silberlachs (engl. Coho Salmon) und Ketalachs (engl. Chum Salmon). Die Fische locken Fischadler und Weißkopfseeadler an. Im nur dünn besiedelt Hinterland des Parks finden sich auch Schwarzbären, Rotluchse und Pumas. Ebenfalls sind viele Vogelarten im Parkgebiet heimisch. Darunter findet sich auch der Wappenvogel British Columbias, der Diademhäher.
Eine Besonderheit bietet der Brown Lake. Er ist nicht nur die Heimat für die in dieser Region üblichen Fische und Wasservögel, wie zum Beispiel dem Eistaucher, sondern es findet sich hier auch eine Population von Wasserschildkröten.

## Aktivitäten

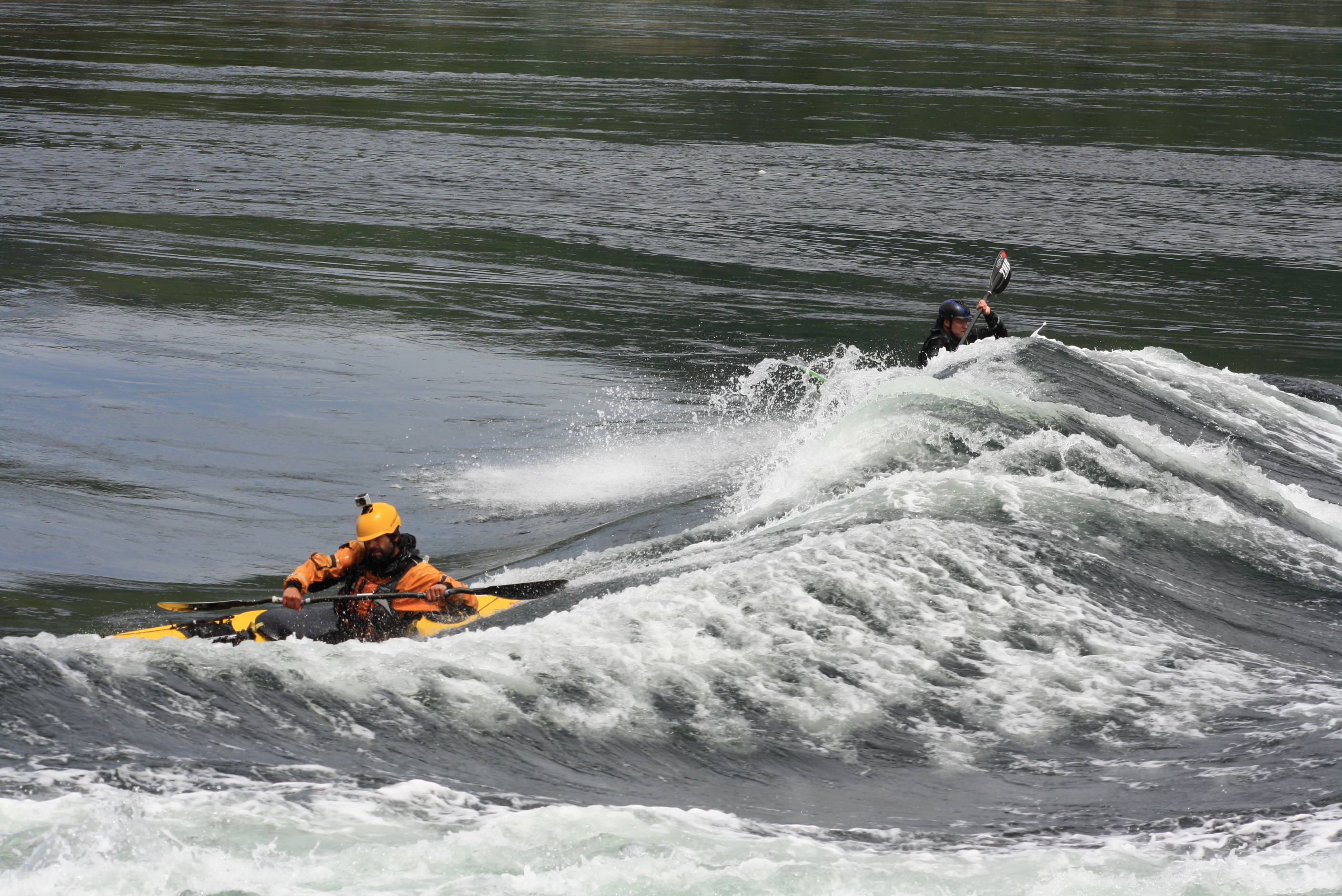
Wildwasserkanufahrer in den Stromschnellen

Die touristische Attraktion des Parks stellen die Stromschnellen dar. Sie sind besonders bei Wildwassersportlern sehr beliebt. Durch die relativ hohe Strömungsgeschwindigkeit sollten sich jedoch nur erfahrene Wassersportler an die Bewältigung der Stromschnellen trauen.
Der Park verfügt weder über einen Picknickbereich noch über einen Campingbereich. Nahe der Stromschnellen findet sich jedoch eine sehr einfach ausgestattete Sanitäranlage.